# Evangelische Kirche (Cosel)

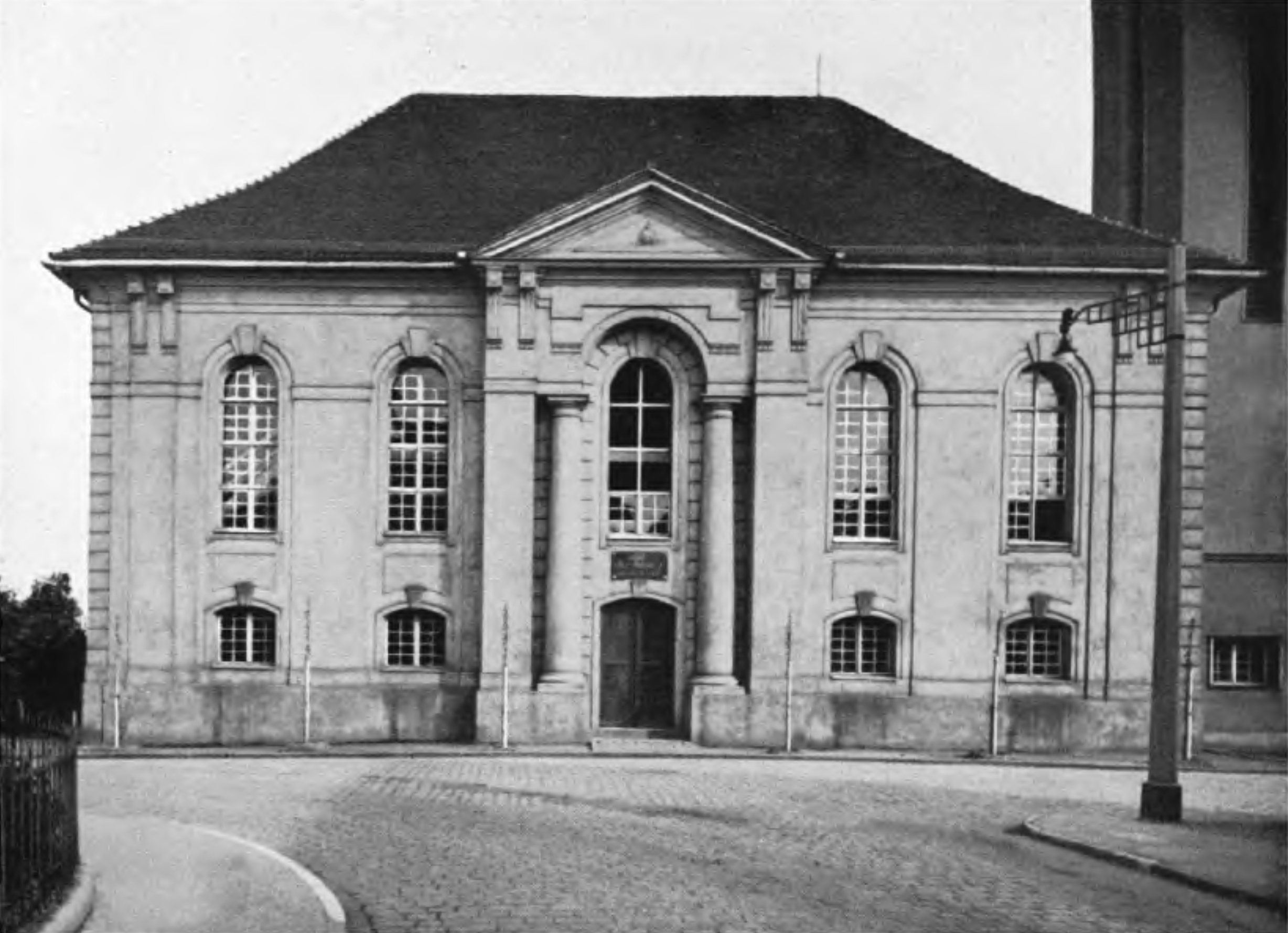
Blick auf die Evangelische Kirche

Die ehemalige evangelische Kirche von Cosel (heute Teil von Kędzierzyn-Koźle) befand sich am südlichen Rand der Coseler Altstadt. Die Kirche im klassizistischen Stil stammte aus dem 18. Jahrhundert und wurde nach 1945 abgetragen. Sie wurde auch als Garnisonkirche genutzt.

## Geschichte
Der Entwurf für das Kirchengebäude stammte von Johann Martin Pohlmann und wurde auf Pohlmanns Anfrage von Carl Gotthard Langhans (1732–1808) nach dessen Vorstellungen abgeändert. Langhans änderte an dem Entwurf die Gestaltung des Eingangsportals ab. Ausgeführt wurde der Bau von 1786 bis 1788. Als Standort für die Kirche wurde die Stelle des zuvor abgebrochenen Ratiborer Tores gewählt. Am 2. November 1788 fand die feierliche Einweihung statt. Die Kirchengemeinde wurde Teil der Kirchenprovinz Schlesien der ab 1817 gebildeten Evangelischen Kirche in den Königlich Preußischen Landen. 
1930 erhielt die Kirche einen modernen freistehenden Kirchturm nach den Plänen von Hans Thomas aus Breslau. Dieser hatte eine Höhe von 30 Metern. Am 6. April 1930 fand die Glockenweihe statt.
In den Jahren nach dem Zweiten Weltkrieg wurde die evangelische Kirche abgetragen. Übrig blieb zunächst der Kirchturm. Dieser wurde am 30. September 1975 gesprengt. An der Stelle der Kirche befindet sich heute ein Busbahnhof.